# Pramsti
En pramsti er en sti langs et vandløb, herfra kunne pramme trækkes af mennesker eller af trækdyr. Disse stier findes stadigvæk nogle steder f.eks. langs Gudenåen, hvor der gennem århundrede var en meget stor trafik af varer.